# Terry Ruskowski
Terry Ruskowski (né le 31 décembre 1954 à Prince Albert dans la Saskatchewan au Canada) est un centre professionnel de hockey sur glace. Il est actuellement entraîneur et directeur général des Bucks de Laredo de la Ligue centrale de hockey.

## Carrière en club
Il a commencé sa carrière en 1971-1972 sous les couleurs de la franchise des Broncos de Swift Current dans la Ligue de hockey de l'Ouest du Canada aujourd'hui Ligue de hockey de l'Ouest (LHOu). Il joue pour les Broncos jusqu'en 1974 où il se présente aux repêchages amateur des deux grands ligues d'Amérique du Nord: la Ligue nationale de hockey (LNH) et l'Association mondiale de hockey (AMH).
- Repêchage de la LNH: 4e ronde et 70e choix par les Black Hawks de Chicago.
- Repêchage de l'AMH: 4e ronde et 60e choix par les Aeros de Houston.

Contrairement à de nombreux autres joueurs dans le même cas que lui, il choisit l'AMH dans un premier temps et jouera pour les Aeros pendant quatre saisons avant de rejoindre les Jets de Winnipeg de l'AMH mais en 1979, il fait ses débuts dans la LNH avec l'équipe de Chicago.
En 1982, il rejoint pour trois saisons les Kings de Los Angeles puis les Penguins de Pittsburgh dont il devient le capitaine après le départ de Mike Bullard en 1987.
Ruskowski raccroche ses patins en 1989 après un dernier passage chez les North Stars du Minnesota.

## Statistiques
| Saison     | Équipe                   | Ligue      |     | Saison régulière | Saison régulière | Saison régulière | Saison régulière | Saison régulière |    | Séries éliminatoires | Séries éliminatoires | Séries éliminatoires | Séries éliminatoires | Séries éliminatoires |
| Saison     | Équipe                   | Ligue      | PJ  | B                | A                | Pts              | Pun              | PJ               | B  | A                    | Pts                  | Pun                  |                      |                      |
| 1971-1972  | Broncos de Swift Current | LHOC       | 67  | 13               | 38               | 51               | 177              |                  |    |                      |                      |                      |                      |                      |
| 1972-1973  | Broncos de Swift Current | LHOC       | 53  | 25               | 64               | 89               | 136              |                  |    |                      |                      |                      |                      |                      |
| 1973-1974  | Broncos de Swift Current | LHOC       | 68  | 40               | 93               | 133              | 243              |                  |    |                      |                      |                      |                      |                      |
| 1974-1975  | Aeros de Houston         | AMH        | 71  | 10               | 36               | 46               | 134              | 13               | 4  | 2                    | 6                    | 15                   |                      |                      |
| 1975-1976  | Aeros de Houston         | AMH        | 65  | 14               | 35               | 49               | 100              | 16               | 6  | 10                   | 16                   | 64                   |                      |                      |
| 1976-1977  | Aeros de Houston         | AMH        | 80  | 24               | 60               | 84               | 146              | 11               | 6  | 11                   | 17                   | 67                   |                      |                      |
| 1977-1978  | Aeros de Houston         | AMH        | 78  | 15               | 57               | 72               | 170              | 4                | 1  | 1                    | 2                    | 5                    |                      |                      |
| 1978-1979  | Jets de Winnipeg         | AMH        | 75  | 20               | 66               | 86               | 211              | 8                | 1  | 12                   | 13                   | 23                   |                      |                      |
| 1979-1980  | Black Hawks de Chicago   | LNH        | 74  | 15               | 55               | 70               | 252              | 4                | 0  | 0                    | 0                    | 22                   |                      |                      |
| 1980-1981  | Black Hawks de Chicago   | LNH        | 72  | 8                | 51               | 59               | 225              | 3                | 0  | 2                    | 2                    | 11                   |                      |                      |
| 1981-1982  | Black Hawks de Chicago   | LNH        | 60  | 7                | 30               | 37               | 120              | 11               | 1  | 2                    | 3                    | 53                   |                      |                      |
| 1982-1983  | Black Hawks de Chicago   | LNH        | 5   | 0                | 2                | 2                | 12               |                  |    |                      |                      |                      |                      |                      |
| 1982-1983  | Kings de Los Angeles     | LNH        | 71  | 14               | 30               | 44               | 127              |                  |    |                      |                      |                      |                      |                      |
| 1983-1984  | Kings de Los Angeles     | LNH        | 77  | 7                | 25               | 32               | 89               |                  |    |                      |                      |                      |                      |                      |
| 1984-1985  | Kings de Los Angeles     | LNH        | 78  | 16               | 33               | 49               | 144              | 3                | 0  | 2                    | 2                    | 0                    |                      |                      |
| 1985-1986  | Penguins de Pittsburgh   | LNH        | 73  | 26               | 37               | 63               | 162              |                  |    |                      |                      |                      |                      |                      |
| 1986-1987  | Penguins de Pittsburgh   | LNH        | 70  | 14               | 37               | 51               | 147              |                  |    |                      |                      |                      |                      |                      |
| 1987-1988  | North Stars du Minnesota | LNH        | 47  | 5                | 12               | 17               | 76               |                  |    |                      |                      |                      |                      |                      |
| 1988-1989  | North Stars du Minnesota | LNH        | 3   | 1                | 1                | 2                | 2                |                  |    |                      |                      |                      |                      |                      |
| Totaux AMH | Totaux AMH               | Totaux AMH | 369 | 83               | 254              | 337              | 761              | 52               | 18 | 36                   | 54                   | 174                  |                      |                      |
| Totaux LNH | Totaux LNH               | Totaux LNH | 630 | 113              | 313              | 426              | 1 356            | 21               | 1  | 6                    | 7                    | 86                   |                      |                      |

## Carrière d'entraîneur
Après la fin de sa carrière de joueur, Ruskowski devient entraîneur dans la LHOu pour les Blades de Saskatoon. Il sera par la suite entraîneur dans l'ECHL puis dans la Ligue internationale de hockey (pour les Aeros de Houston).
Depuis 2002-2003, il est l'entraîneur et le directeur général des Bucks de Laredo de la Ligue centrale de hockey avec qui il remporte le championnat en 2004.